# 议会站 (加州列车)
议会站（英語：Capitol station）位于美国加利福尼亚州圣荷西，是加州列车（Caltrain）的车站之一。该站为旧金山、圣马刁县和圣克拉拉县的通勤者提供服务。